# Influence du latin sur la langue allemande
 (février 2020).
L'allemand et le latin, en tant que langues indo-européennes toutes deux, ont des racines communes. Toutefois, l'allemand, à la différence du français, de l'italien ou encore du roumain, n'est pas une langue romane, ce qui signifie que l'allemand n'est pas issu directement du latin. Mais de l'Antiquité tardive à la Renaissance, l'allemand a été en contact avec le latin et a subi son influence.
Les termes « allemand » ou « langue allemande » sont ici employés par facilité, mais, pour être précis, il faudrait, dans l'ordre chronologique, parler de :
- du Ier au Ve siècle apr. J.-C., langues germaniques
- de 750 à 1050, vieux haut-allemand (Althochdeutsch)
- de 1050 à 1350, moyen haut-allemand (Mittelhochdeutsch)
- de 1350 à 1650, haut allemand précoce (Frühneuhochdeutsch)

On peut distinguer trois périodes de l'influence du latin sur la langue allemande :
- la première vague : l'influence romaine
- la deuxième vague : les débuts de la constitution d'un vocabulaire allemand chrétien
- le latin des humanistes et la langue allemande

## L'influence romaine
Les contacts entre les Romains et les Germains à la frontière de l'Empire romain ont lieu par l'intermédiaire des guerres et du commerce. Le rôle majeur des guerres dans la transmission du vocabulaire latin explique pourquoi certains mots allemands du vocabulaire de la guerre viennent du latin. Par exemple, le mot latin campus a donné Kampf (combat) et pilum a donné Pfeil (la flèche).
Les Romains ayant conquis la région du Danube et du Rhin, ils ont également influencé le vocabulaire allemand de l'administration. Par exemple, le mot allemand Zoll signifiant « douane » vient du latin tolonium.
Il est intéressant de noter que les peuples germaniques, comparés aux Romains, n'étaient pas très développés. Ils formeraient ce qu'on appelle aujourd'hui un pays en voie de développement. Par conséquent, les Germains ont importé des Romains  certaines innovations matérielles et en même temps ils se sont approprié le vocabulaire les désignant. Par exemple, les Germains, qui habitaient dans des maisons de bois, ont découvert au contact des Romains le confort des constructions en pierres. Il en résulte plusieurs emprunts au vocabulaire latin :
- cellarium/Keller (la cave)
- murus/Mauer (le mur)
- tegula/Ziegel (la brique)
- fenestra/Fenster (la fenêtre)
- pilarium/Pfeiler (le pilier)

## L'influence de la culture romaine chrétienne au temps des monastères
Le latin refait son apparition dans la langue allemande aux VIIe et VIIIe siècles, au temps de la fondation des monastères. C'est également à cette époque, au VIIIe siècle, qu'apparaissent les premières traces écrites en langue allemande.
La culture monastique a d'abord influencé l'allemand de manière très concrète. Ainsi les mots allemands Kloster (le cloître/le monastère, le couvent), Tinte (l'encre), schreiben (écrire), Tafel (planche, plaque, tableau) viennent directement du latin  clostrum, tinta acqua, scribere et tabula. Plus inattendus, le manteau et le tapis allemand (Mantel et Teppich) ont également fait leur entrée en scène à cette période, du latin mantellum et tapetum. Sans oublier les jardins entretenus par les moines, sans lesquels on n'aurait ni Zwiebel (oignon, du latin cipolla), ni Rose (rose, de rosa), ni Lilie (lila).
Cette période a également vu un enrichissement important du vocabulaire allemand abstrait, et plus précisément religieux. C'est le temps des missions et des missionnaires : il s'agit d'expliquer le monde du christianisme aux Germains impies, et, pour cela, un vocabulaire entièrement nouveau doit être créé. Les moines décident de s'appuyer sur des mots allemands déjà existants et de leur conférer un sens chrétien. Ainsi le mot allemand Hölle, qui désignait le royaume des morts dans la mythologie germanique, désigne-t-il à présent l'Enfer chrétien. Autre exemple, le mot Buße, qui dans les langues germaniques signifiait à l'origine Nutzen ou Vorteil, c'est-à-dire « avantage », prend dans la langue utilisée par l’Église la signification qu'on lui connaît actuellement, c'est-à-dire la « pénitence », du latin poenitentia et satisfactio.

## Le latin des humanistes et la langue allemande
Dans toute l'Europe, on n'a jamais autant admiré le latin et les textes classiques qu'au temps de la Renaissance. Cette fascination entraîne un double mouvement : d'une part, un certain désintérêt pour la langue maternelle, courante, d'autre part, à l'inverse, la volonté de mesurer sa propre langue au modèle classique, latin ou grec, afin d'améliorer celle-ci.
C'est ainsi que l'allemand a été enrichi de préfixes d'origine latine et grecque :
- d'origine latine : multi-, inter-, bi-, mini-, ...
- d'origine grecque : anti-, bio-, auto-, psycho-, ...

Une partie du vocabulaire technique a été créée à cette période, sur le modèle du latin. Par exemple :
- dans le domaine de la musique : Sekunde, Oktave, Dissonanz, Fuge
- dans le domaine de l'éducation : Gymnasium, Professor, Dozent, ...

Certaines modifications, comme l'imitation des constructions participiales latines, ne sont que très ponctuelles. La masculinisation du soleil (der Sonne au lieu du classique die Sonne que l'on connaît aujourd'hui) et la féminisation de la lune (die Mond au lieu de der Mond) n'ont pas eu beaucoup d'avenir.